# Bama (écrivaine)
Pour les articles homonymes, voir Bama.
Œuvres principales
- Karukku (1992)
- Sangati (1994)

Bama (tamoul : பாமா, bāmā) est le nom de plume d'une écrivaine indienne de langue tamoule née en 1958. Elle est l'une des représentantes de la Littérature Dalit (en), mouvement littéraire apparu en Inde dans la deuxième moitié du XXe siècle.

## Biographie
Bama est née le 14 mars 1958 à Pudupatti, un village du district de Kamarajar (aujourd'hui Virudhunagar) au Tamil Nadu en Inde du Sud. Membre de la communauté dalit (les « intouchables »), elle est de religion chrétienne et se prénomme Faustina. Ses parents sont des ouvriers agricoles mais son père, qui a servi dans l'armée indienne, dispose de ressources suffisantes pour envoyer ses cinq enfants à l'école. Bama se forme au métier d'institutrice avant de devenir religieuse à l'âge de 26 ans, dans l'espoir d'enseigner aux plus démunis. Mais c'est dans une école réservée à l'élite qu'elle se retrouve affectée et, déçue, elle quitte les ordres au bout de sept ans, en 1992.
À sa sortie du couvent, Bama connait une période difficile et se réfugie dans l'écriture. En six mois, elle met sur le papier ce qui va devenir son premier roman, Karukku. Lors de sa publication, ce récit autobiographique crée la sensation du fait des origines de son auteur, des thèmes abordés et du style employé - proche de la langue orale et souvent très cru. Traduit en anglais, il remporte en 2000 le prix littéraire Crossword dans la catégorie Traductions.
Son deuxième roman paru en 1994, Sangati, qui traite de la condition des femmes dalits, a été traduit et publié en français en 2002.

## Œuvres
Bama est l'auteur de trois romans et de deux recueils de nouvelles :
Romans :
- Karukku, 1992 (tamoul : கருக்கு), traduit en anglais par Lakshmi Holmström
- Sangati, 1994 (tamoul : சங்கதி), traduit en français par Josiane Racine
- Vanmam, 2002 (tamoul : வன்மம்)

Recueils de nouvelles :
- Kisumbukkaran, 1996 (tamoul : கிசும்புக்காரன்)
- Oru Tattavum Erumaimadum, 2003 (tamoul : ஒரு தாத்தாவும் எருமைமாடும்)